# Bellanca 28-70
El Bellanca Model 28-70 fue un avión monoplano biplaza de grandes prestaciones solicitado por el aviador pionero irlandés James Fitzmaurice, al que se bautizó Irish Swoop con el propósito de participar en la MacRobertson Air Race Inglaterra-Australia en la edición de 1934; aunque fue construido a tiempo, se retiró en el último momento; fue finalmente modificado y desarrollado para su posible exportación en una versión militar para cometidos generales designada 28-90.

## Diseño y desarrollo
Como preparación a la venidera Carrera Aérea MacRobertson de 1934 de Inglaterra a Australia, el coronel James "Fitz" Fitzmaurice, antiguo jefe del Irish National Army's Air Service, viajó a los Estados Unidos en la primavera de 1934 para encargar un avión de carreras de larga distancia. Tras abordar a las compañías Lockheed Aircraft y Northrop Aircraft, contactó con el ingeniero y diseñador de aviones Giuseppe Mario Bellanca. Aunque no tenía un producto que venderle, Bellanca le hizo una propuesta a Fitzmaurice para construir un avión especializado "único" por 30 000 dólares.
En mayo de 1934, Fitzmaurice firmó un acuerdo por un nuevo avión denominado Bellanca 28-70. Bellanca volvió a una estructura convencional con un fuselaje a base de tubos de acero al cromo-molibdeno, largueros de madera y revestimiento textil; pero el perfil especificado no se parecía a ninguno de los diseños previos de la compañía. Estaba equipado con un motor radial de 14 cilindros en doble fila refrigerado por aire Pratt & Whitney R-1535 Twin Wasp Junior de 700 hp y carenado con un capó tipo NACA. El largo y aerodinámico fuselaje fundía una zona de cabina en tándem rematada con una cubierta extendida, con una configuración monoplana de ala baja con tren de aterrizaje principal retráctil. Fue utilizado un conjunto poco usual de tirantes alares superiores e inferiores. Diseñado para tener una capacidad de combustible de 1514,2 l, con el fin de tener largas "piernas", había a bordo un total de 2271,2 l, alcanzando un peso cargado de 3787,5 kg.

## Historia operacional

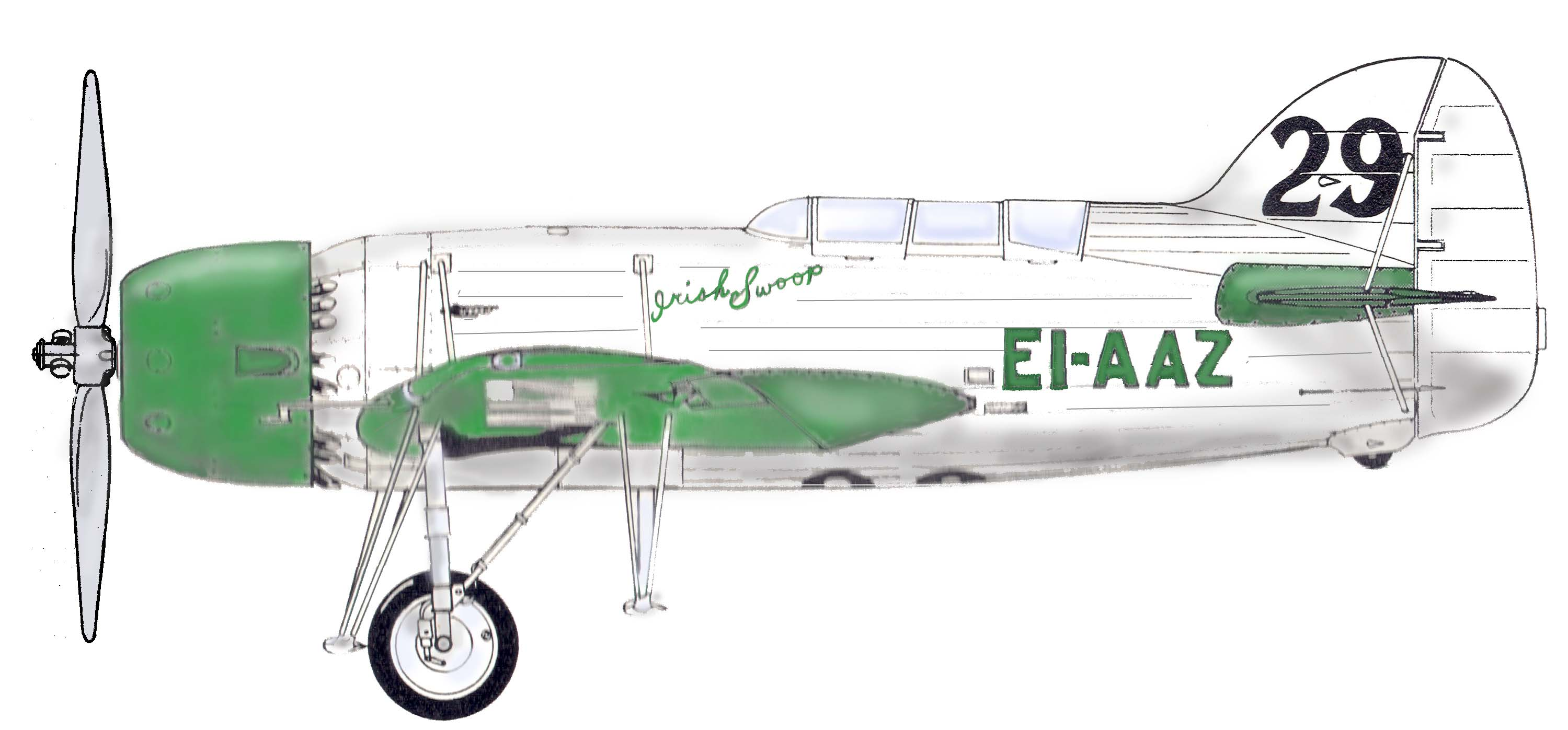
Perfil del Bellanca Model 28-70 EI-AAZ Irish Swoop.

Tras recibir el avión, Fitzmaurice y su copiloto, Eric Watt "Jock" Bonar, llevaron a cabo una rápida serie de pruebas de prevuelo en Nueva York, antes de realizar el primer vuelo el 1 de septiembre de 1934. Este vuelo inicial reveló problemas en los controles de los alerones, que necesitaron una modificación. Tras un exitoso segundo vuelo, el avión, pintado como "Race 29", fue embalado y embarcado en el trasatlántico SS Bremen, descargándose en Bremerhaven, ya que se presentaron dificultades en el intento de descarga en Southampton.
Bautizado Irish Swoop, Fitzmaurice y Bonar despegaron el 9 de octubre, llegando al Reino Unido apenas a tiempo para la salida de la Carrera MacRobertson. El vuelo de transporte fue problemático, con un agrietamiento del carenado que forzó un aterrizaje en Ámsterdam.
El comité árbitro de la Carrera MacRobertson consideró la entrada de Fitzmaurice y Bonar como no "lista para la carrera". Un problema más serio implicaba que el Bellanca había excedido sus especificaciones de diseño, ya que había sido certificado para una capacidad de combustible de 1514,2 l y ahora llevaba mucho más combustible y peso sin haber sido certificado de nuevo. Impuesta una sanción que limitaba su combustible a 454,2 l, Fitzmaurice retiró el Irish Swoop unas horas antes de la carrera, reacio a sacrificar su carga de combustible.
Después de ser certificado de nuevo para su nueva configuración, Fitzmaurice y Bonar acometieron un vuelo récord de larga distancia el 29 de octubre de 1934, con la intención de establecer una nueva marca Londres-Bagdad (4100 km). Sobre Bélgica, sin embargo, problemas con un carenado y la capota del motor causaron el final del intento. El Bellanca fue embarcado de vuelta a los Estados Unidos para terminar sus pruebas, pero fue dañado gravemente en un accidente al aterrizar, el 15 de abril de 1935, cuando una ráfaga de viento volcó el avión sobre su espalda en un vuelo de pruebas llevado a cabo por Bonar y el mecánico de Bellanca Eddie Griscome. En 1936 el avión fue reconstruido, y se le instaló un Pratt & Whitney R-1830 Twin Wasp de 900 hp, siendo redesignado Model 28-90.
Comprado por el famoso piloto especializado en vuelos de larga distancia británico Jim Mollison por 28 000 dólares, que lo rebautizó como Dorothy y con matrícula G-AEPC, fue usado para establecer un nuevo récord en el vuelo transatlántico entre Nueva York y Croydon el 30 de octubre de 1936, que realizó en 13 horas y 17 minutos. Un mes después, Mollison intentó romper el récord Londres-Ciudad del Cabo, sin embargo, un depósito de combustible roto lo obligó a descender a lo largo de las orillas del río Nilo, y el vuelo terminó allí. A principios de 1937 vendió el avión al gobierno de la II República española. No se conserva información exacta sobre su destino; presumiblemente, el avión se perdió durante una misión de reconocimiento.
A partir del 28-90, Bellanca comenzó a desarrollar un avión militar de uso general o polivalente con vistas a realizar ventas en el extranjero; dicho aparato fue designado Model 28-90B (versión bombardero). Este aparato (en número de 20) fue solicitado por las FARE, sin que ninguno llegara a su destino.

## Variantes
28-70
Avión de carreras monomotor, uno construido.
28-90
28-70 modificado con un motor Pratt & Whitney R-1830 Twin Wasp de 900 hp.

## Operadores
Irlanda
- Irish Hospitals' Trust

 España
- Fuerzas Aéreas de la República Española

## Especificaciones

### Características generales
- Tripulación: Dos (un piloto y un copiloto)
- Longitud: 8,1 m (26,5 ft)
- Envergadura: 14,1 m (46,2 ft)
- Superficie alar: 25,9 m² (278,8 ft²)
- Peso cargado: 3787 kg (8346,5 lb)
- Planta motriz: 1× motor radial de 14 cilindros en dos filas refrigerado por aire Pratt & Whitney R-1535.
  - Potencia: 521 kW (718 HP; 708 CV)

### Rendimiento
- Velocidad máxima operativa (Vno): 442 km/h (275 MPH; 239 kt)
- Alcance: 4023 km (2172 nmi; 2500 mi)
- Techo de vuelo: 9300 m (30 512 ft)
- Régimen de ascenso: 14,2 m/s (2795 ft/min)

## Aeronaves relacionadas

### Secuencias de designación
- Secuencia Numérica (interna de Bellanca): ← 17-30 - 17-20 - 19-25 - 28-70 - 28-90 - 28-92 - 28-110 →